# Проект HATNet
HATNet («Венгерская сеть автоматических телескопов») — сеть из шести небольших полностью автоматизированных телескопов «HAT». Была разработана группой венгерских учёных из Венгерской астрономической ассоциации. Проект был запущен в 1999 году, а в полную силу вошёл в мае 2001 года. Цель проекта — поиск и исследование экзопланет транзитным методом, а также поиск и исследование переменных звёзд. Сеть обслуживается Гарвард-Смитсоновским центром астрофизики.

## Оборудование
Первый инструмент, HAT-1, был сделан из телеобъектива Nikon с фокусным расстоянием 180 мм и апертурой 65 мм и светочувствительного элемента Kodak KAF-0401E, имеющего 512×768 пикселей размером 9 микрон. Тестовый период длился в 2000—2001 годах в Будапеште, обсерватория Конкоя. В январе 2001 года HAT-1 был транспортирован из Будапешта в обсерваторию Стюарда, Китт-Пик, Аризона. Транспортировка нанесла серьёзный ущерб оборудованию.
Телескопы, построенные позже, используют объективы Canon диаметром 11 см (f/1.8L) с обзором 8°×8°. Это полностью автоматические инструменты с ПЗС-сенсорами на 2000×2000 пикселей. Один из телескопов HAT работает в обсерватории Вайза, Израиль. HAT управляется компьютером с операционной системой Linux без человеческого участия. Данные хранятся в базе данных MySQL.

### HAT-Южное
С 2009 года к системе присоединились три новых наблюдательных пункта с телескопами совсем другого типа. Это пункты в Австралии, Намибии и Чили. Каждая система содержит восемь (2×4) соединённых квази-параллельных (180 мм, f/2.8) астрографов Takahashi Epsilon с ПЗС-датчиками Apogee в 4000×4000 пикселей с перекрытием полей зрения. Финансирование проекта обеспечено до 2013 года.

## Участники проекта
HAT-1 был разработан в бакалавриате университета Лоранда Этвеша при участии обсерватории Конкоя (Будапешт) под руководством доктора Гезы Ковач (венг. Géza Kovács). При разработке также играли важную роль Йожеф Лазар, Иштван Папп и Пал Сари.

## Открытые планеты
В рамках проекта HATNet по состоянию на 13 июля 2015 год было открыто 55 экзопланет. Все они представляют собой горячие газовые гиганты, то есть имеют массу, близкую к массе Юпитера, и обращаются очень близко к родительской звезде. Отметим, что планеты WASP-11b/HAT-P-10b и WASP-49b/HAT-P-27b были обнаружены практически одновременно с их параллельным открытием в обсерватории SuperWASP, и открытия были опубликованы одновременно. Все планеты были открыты транзитным методом (благодаря прохождению по диску своей звезды).

### Другие проекты по поиску экзопланет
- Трансатлантический экзопланетный обзор (TrES)
- SuperWASP
- Телескоп XO

### Космические аппараты по поиску экзопланет
- COROT — космический аппарат CNES/ESA, который был запущен в декабре 2006
- «Кеплер» — космический аппарат NASA, запущенный в марте 2009